# إيميت براون
الدكتور إيميت لاثروب براون، المعروف باسم "دوك براون"، هو عالم خيالي في سلسلة أفلام "العودة إلى المستقبل". ابتكره روبرت زيميكس وبوب غيل. ظهر لأول مرة في فيلم "العودة إلى المستقبل" عام 1985، وهو عالم مجنون غريب الأطوار وصديق لبطل الرواية مارتي ماكفلاي.